# Laura Putney
Laura Putney (* im 20. Jahrhundert) ist eine Schauspielerin und Drehbuchautorin.

## Leben
Putney spielte 2001 die Hauptrolle Dr. Jennifer Ryan in Paul Wynnes Science-Fiction-Horrorfilm Tail Sting. Zu den weiteren Filmen, in denen sie zu sehen ist, gehören Gerald C. Maxeys Drama Venice Beach Sketches, in dem sie 2002 als Jessica auftrat, Halder Gomes’ Sunland Heat, in dem sie 2004 als Jackie erschien und Junichi Suzukis Horrorthriller Death Ride, in dem sie 2006 die Amanda Ross verkörperte. Im Fernsehen trat sie unter anderem in der Serie JAG – Im Auftrag der Ehre auf, in der sie von 2002 bis 2003 in mehreren Folgen die Catherine Gale spielte. Ebenfalls beteiligte sie sich an mehreren Drehbüchern der Serien ACME Saturday Night (2009–2010) und Detective Laura Diamond (2014–2016).

## Filmografie

### Als Schauspielerin
- 2001: Tail Sting
- 2001: Alles wegen Grace (State of Grace, Fernsehserie, eine Folge)
- 2001: What Babies Do (Kurzfilm)
- 2002: The Random Years (Fernsehserie, eine Folge)
- 2002: Emergency Room – Die Notaufnahme (ER, Fernsehserie, eine Folge)
- 2002: Venice Beach Sketches
- 2002: First Monday (Fernsehserie, eine Folge)
- 2002–2003: JAG – Im Auftrag der Ehre (JAG, Fernsehserie, 5 Folgen)
- 2003: Star Trek: Enterprise (Fernsehserie, eine Folge)
- 2004: Sunland Heat
- 2005: Drake & Josh (Fernsehserie, eine Folge)
- 2005: Paine Management (Fernsehfilm)
- 2006: Playtown (Kurzfilm)
- 2006: Death Ride
- 2007: Dance Man (Fernsehfilm)
- 2008: This Is Not a Test
- 2008: Scare Tactics (Fernsehserie, eine Folge)
- 2009: The Hustler (Fernsehserie, eine Folge)
- 2009: You Be the Judge! (Kurzfilm)
- 2009–2011: ACME Saturday Night (Fernsehserie, 5 Folgen)
- 2013: Mistresses (Fernsehserie, eine Folge)
- 2014: Cake

### Als Drehbuchautorin
- 2009–2010: ACME Saturday Night (Fernsehserie, 4 Folgen)
- 2014–2016: Detective Laura Diamond (The Mysteries of Laura, Fernsehserie, 13 Folgen)
- 2017: Lethal Weapon (Fernsehserie, eine Folge)